# In Joy and Sorrow/Pretending
In Joy and Sorrow/Pretending är en dubbel singel från albumet Uneasy Listenings vol.1 av HIM, Singeln släpptes bara i Finland.

## Låtar
1. "In Joy and Sorrow" (String version)
2. "Pretending" (Acoustic version)